# Вихман фон Зебург
Вихман фон Зебург-Кверфурт (на немски: Wichmann von Seeburg-Querfurt; * пр. 1116, вер. в замък Глайс, Зонтагберг; † 25 август 1192, Кьонерн, Саксония-Анхалт) е от 1149 до 1154 г. епископ на Наумбург, от 1152 до 1154 г. заместник (фервезер) на архиепископство Магдебург, от 1154 до 1192 г. архиепископ на Магдебург.

## Произход и управление
Вихман е вторият син на граф Геро фон Зебург в Саксония-Анхалт († 19 септември 1122) и на Матилда († 1125), дъщеря на граф Тимо фон Брена и така близък роднина на Ветините.
Той учи в манастир „Св. Павел“ в Халберщат и става домхер и пропст в Магдебург. Следва теология в университета в Париж, през 1136 г. е домхер на Халберщат и през 1149 г. е избран за епископ на Наумбург.
Като епископ той често е близо до Конрад III, получава доверие от Фридрих I Барбароса и той го предлага за кандидат за архиепископство Магдебург, но папа Евгений III отказва помощта си. През 1154 г. Вихман отива в Рим, представя се пред папа Анастасий IV и успява да получи службата архиепископ на Магдебург.
Вихман става един от най-влиятелните. През 1164 г. отива на поклонение в Палестина, попада там в плен на сарацините и загубва едното си ухо.
Погребан е в катедралата на Магдебург. В началото на 2010 г. при разкопки в катедралата на Магдебург е откит добре запазен.